# Giacomo Cipriani
Giacomo Cipriani (Bologna, 28 ottobre 1980) è un ex calciatore italiano di ruolo attaccante.

## Caratteristiche tecniche
Cipriani è un centravanti alto e forte fisicamente, abile nel gioco aereo e nel proteggere la palla. Negli anni successivi ha migliorato le proprie doti nel gioco con palla a terra, nel quale sfrutta la sua abilità in progressione e negli spazi in contropiede; talvolta è stato impiegato anche come seconda punta.

## Carriera

### Club
Cresce nel Bologna, la squadra della sua città, entrando a far parte delle formazioni giovanili fin dall'età di 9 anni. Esordisce ufficialmente in maglia rossoblu nella partita interna di Coppa UEFA contro lo Zenit San Pietroburgo, realizzando il gol del temporaneo 2-1 con una potente conclusione dalla distanza. Il 19 dicembre successivo debutta in Serie A, nella sconfitta per 3-2 sul campo del Perugia, e nel mercato di riparazione invernale viene ceduto in prestito al Lecce; con i salentini disputa 8 partite, impiegato come alternativa a Cristiano Lucarelli e David Sesa.
Nell'estate 2000 rientra al Bologna, che qualche mese prima ne aveva ceduto la comproprietà alla Juventus. Dopo alcune difficoltà iniziali legate al rapporto con l'allenatore Francesco Guidolin e alla concorrenza di Julio Ricardo Cruz, nella seconda parte della stagione trova maggior spazio, imponendosi all'attenzione del grande pubblico con una doppietta realizzata a San Siro contro il Milan. Conclude la stagione da titolare, spodestando Cruz, con 5 reti in 21 partite di campionato.
Durante il ritiro precampionato nel 2001 inizia ad accusare problemi al ginocchio, che lo porteranno a subire due operazioni e a saltare completamente la stagione 2001-2002. Il rientro viene continuamente posticipato, e torna a giocare in prima squadra solo sul finire della stagione 2002-2003, da titolare contro il Milan. Nel 2003 la comproprietà con la Juventus viene rinnovata, e passa in prestito al Piacenza, in Serie B. In Emilia l'allenatore Luigi Cagni lo utilizza a fianco o in alternativa a Luigi Beghetto, e nel mercato invernale, per poter tornare a giocare in Serie A, accetta l'offerta della Sampdoria, che lo scambia con Corrado Colombo. A Genova viene impiegato in alternativa alla coppia d'attacco titolare formata da Fabio Bazzani e Francesco Flachi, e colleziona 18 presenze con 2 reti, di cui una realizzata contro il Bologna.
A fine stagione Sampdoria e Bologna non trovano l'accordo per la permanenza a Genova, e Cipriani torna nel capoluogo emiliano, riscattato interamente dai rossoblu per 400.000 euro. Rimane sotto le Due Torri per tre stagioni e mezzo (la prima in Serie A e le successive tra i cadetti), nelle quali non trova continuità di impiego a causa di nuovi problemi ai legamenti del ginocchio. A gennaio 2008, ormai ai margini della rosa, passa in prestito all'Avellino, sempre in Serie B; in Irpinia non evita la retrocessione in Lega Pro Prima Divisione, collezionando 17 presenze e 2 reti.
Nell'estate del 2008, in scadenza di contratto, passa a titolo definitivo al Rimini, dove viene impiegato con una certa continuità; tuttavia in Romagna colleziona la seconda retrocessione consecutiva, ai play-out contro l'Ancona. In ottobre 2009 viene acquistato dalla SPAL, dove ritrova come partner in attacco Fabio Bazzani con cui aveva già giocato nella Sampdoria. Con i ferraresi realizza 9 reti nella stagione 2009-2010; nel campionato successivo le segnature salgono a 13, nonostante un nuovo infortunio lo tenga lontano dal campo per circa tre mesi.
Il 4 agosto 2011 la SPAL lo cede al Benevento, a causa della difficile situazione economica del club ferrarese; con i campani firma un contratto fino al 30 giugno 2014. Nella sua prima stagione nel Sannio colleziona 11 presenze in campionato, in un'annata costellata di problemi fisici. Il 29 maggio 2013 rescinde il contratto che lo legava alla società sannita.
Il 26 febbraio 2014 viene ingaggiato fino al termine della stagione dall'Ascoli, sempre in Prima Divisione. Svincolato a fine stagione, il 4 settembre 2014 firma per il Savoia, partecipante al campionato di Lega Pro. 
il 17 gennaio 2015 segna il suo primo gol contribuendo al definitivo 2-1 nella vittoria interna contro la Vigor Lamezia. Il 16 maggio 2015 lascia la squadra campana dopo aver realizzato una sola rete in 13 presenze stagionali.

### Nazionale
Dopo 10 presenze e due reti tra le rappresentative Under-17, Under-18 e Under-20, Marco Tardelli lo fa esordire in Nazionale Under-21 l'8 ottobre 1999 contro i pari età della Bielorussia, subentrando a Gionatha Spinesi. Con gli Azzurrini disputa 4 partite, in cui realizza una doppietta contro l'Austria il 27 febbraio 2001.

## Statistiche

### Presenze e reti nei club
| Stagione         | Squadra          | Campionato       | Campionato | Campionato | Coppe nazionali | Coppe nazionali | Coppe nazionali | Coppe continentali | Coppe continentali | Coppe continentali | Altre coppe | Altre coppe | Altre coppe | Totale | Totale |
| Stagione         | Squadra          | Comp             | Pres       | Reti       | Comp            | Pres            | Reti            | Comp               | Pres               | Reti               | Comp        | Pres        | Reti        | Pres   | Reti   |
| ---------------- | ---------------- | ---------------- | ---------- | ---------- | --------------- | --------------- | --------------- | ------------------ | ------------------ | ------------------ | ----------- | ----------- | ----------- | ------ | ------ |
| 1999-gen. 2000   | Bologna          | A                | 1          | 0          | CI              | 2               | 0               | CU                 | 1                  | 1                  | -           | -           | -           | 4      | 1      |
| gen.-giu. 2000   | Lecce            | A                | 8          | 0          | CI              | -               | -               | -                  | -                  | -                  | -           | -           | -           | 8      | 0      |
| 2000-2001        | Bologna          | A                | 21         | 5          | CI              | 0               | 0               | -                  | -                  | -                  | -           | -           | -           | 21     | 5      |
| 2001-2002        | Bologna          | A                | 0          | 0          | CI              | -               | -               | -                  | -                  | -                  | -           | -           | -           | 0      | 0      |
| 2002-2003        | Bologna          | A                | 2          | 0          | CI              | 0               | 0               | Int.               | 0                  | 0                  | -           | -           | -           | 2      | 0      |
| 2003-gen.2004    | Piacenza         | B                | 20         | 3          | CI              | 1               | 1               | -                  | -                  | -                  | -           | -           | -           | 21     | 4      |
| gen.-giu. 2004   | Sampdoria        | A                | 18         | 2          | CI              | -               | -               | -                  | -                  | -                  | -           | -           | -           | 18     | 2      |
| 2004-2005        | Bologna          | A                | 22         | 3          | CI              | 1               | 2               | -                  | -                  | -                  | -           | -           | -           | 23     | 5      |
| 2005-2006        | Bologna          | B                | 13         | 0          | CI              | 0               | 0               | -                  | -                  | -                  | -           | -           | -           | 13     | 0      |
| 2006-2007        | Bologna          | B                | 4          | 1          | CI              | 0               | 0               | -                  | -                  | -                  | -           | -           | -           | 4      | 1      |
| 2007-gen. 2008   | Bologna          | B                | 3          | 0          | CI              | 2               | 0               | -                  | -                  | -                  | -           | -           | -           | 5      | 0      |
| Totale Bologna   | Totale Bologna   | Totale Bologna   | 66         | 9          |                 | 5               | 2               |                    | 1                  | 1                  |             |             |             | 72     | 12     |
| gen.-giu. 2008   | Avellino         | B                | 17         | 2          | CI              | -               | -               | -                  | -                  | -                  | -           | -           | -           | 17     | 2      |
| 2008-2009        | Rimini           | B                | 26+1       | 5+0        | CI              | 1               | 0               | -                  | -                  | -                  | -           | -           | -           | 28     | 5      |
| 2009-2010        | SPAL             | 1D               | 24         | 9          | CI+CI-LP        | 0+1             | 0+1             | -                  | -                  | -                  | -           | -           | -           | 24     | 9      |
| 2010-2011        | SPAL             | 1D               | 21         | 13         | CI+CI-LP        | -               | -               | -                  | -                  | -                  | -           | -           | -           | 21     | 13     |
| Totale SPAL      | Totale SPAL      | Totale SPAL      | 45         | 22         |                 | 1               | 1               |                    |                    |                    |             |             |             | 46     | 23     |
| 2011-2012        | Benevento        | 1D               | 11         | 3          | CI+CI-LP        | 1+0             | 0               | -                  | -                  | -                  | -           | -           | -           | 12     | 3      |
| 2012-2013        | Benevento        | 1D               | 8          | 1          | CI+CI-LP        | 0+3             | 0+1             | -                  | -                  | -                  | -           | -           | -           | 11     | 2      |
| Totale Benevento | Totale Benevento | Totale Benevento | 19         | 4          |                 | 4               | 1               |                    |                    |                    |             |             |             | 23     | 5      |
| gen.-giu. 2014   | Ascoli           | 1D               | 7          | 1          | CI-LP           | 0               | 0               | -                  | -                  | -                  | -           | -           | -           | 7      | 1      |
| 2014-2015        | Savoia           | LP               | 13         | 1          | CI-LP           | 0               | 0               | -                  | -                  | -                  | -           | -           | -           | 13     | 1      |
| Totale carriera  | Totale carriera  | Totale carriera  | 236+1      | 49         |                 | 12              | 5               |                    | 1                  | 1                  |             |             |             | 253    | 55     |